# Nelson da Rabeca
Nelson dos Santos, conhecido como Nelson da Rabeca (Joaquim Gomes, 12 de março de 1941 – Maceió, 22 de abril de 2022) foi um rabequista, acordeonista e compositor brasileiro, natural de Alagoas.

## Biografia
Assim como sua família, sua principal ocupação sempre foi a agricultura, principalmente a lavoura da cana-de-açúcar, onde trabalhou por anos como cortador de cana, até ele descobrir o talento para música. Casado com Benedita da Silva, que o acompanha como vocalista, ele tem dez filhos, alguns dos quais também músicos.
Sem ter frequentado escola, portanto, sem saber ler, e sem precedentes musicais na família, Nelson aprendeu a tocar rabeca sozinho, aos 54 anos de idade, ao ver um violino pela televisão. Nelson "apaixonou-se pelo instrumento e decidiu fazer o seu próprio".

## Dados artísticos
Sediado em Marechal Deodoro, em Alagoas, paralelamente ao trabalho na agricultura, toca rabeca e compões baiões, xotes, marchas e forró pé-de-serra. Também toca acordeão. Começou a construir rabecas na década de 1970, alcançando renomada originalidade e perfeição no ofício que aprendeu sozinho, seguindo um processo de experimentação, até chegar a um resultado que lhe satisfizesse. Para seu trabalho, pesquisa madeiras diferentes, objetivando a beleza e o resultado sonoro do instrumento. Sua madeira preferida é a jaqueira que, segundo ele "além de ser bonita e dar bom som, não acaba nunca". Escolhe madeiras duras e pesadas para a construção de seus instrumentos que têm como marca serem robustos e resistentes.
Com o apuro de seu trabalho como compositor, instrumentista e especialmente como construtor de rabecas, tornou-se conhecido na comunidade de Marechal Deodoro, mas foi com a pesquisa de José Eduardo Gramani, que ganhou reconhecimento não só em Alagoas, mas também de estudiosos de vários pontos do Brasil. Gramani, ao entrar em contato com a primeira rabeca de Nelson, ficou tão impressionado, com aquele meio de expressão musical e com sua riqueza timbrística que se sentiu inspirado a compor vários temas, que se tornaram peças específicas para aquela rabeca. Essas peças tiveram registro em um CD, gravado em 1994.
Em 1998, objetivando fortalecer esse reconhecimento, foi fundada a "Associação dos Amigos de Nelson da Rabeca", encabeçada por artistas, intelectuais e agentes culturais alagoanos, que veem nele um dos mais legítimos representantes da cultura popular alagoana e que, voluntariamente, promovem seu trabalho artístico.
São diversos os músicos e pesquisadores que, atestando a qualidade dos instrumentos de Nelson, registraram sua admiração e respeito a ele, o musicólogo Wagner Campos, sobre ele, afirmou: "Dominando todos os processos de sua arte musical, do corte da madeira, passando por todas as etapas específicas da construção de cada um de seus instrumentos, até a criação e interpretação de suas próprias composições, Seu Nelson trabalha apoiado em uma sabedoria secular, representando o ponto de chegada de conhecimentos muito antigos trazidos na bagagem dos colonizadores, diminuindo distâncias entre passado e presente, tradição e atualidade".
Em 2003, foi convidado para entrevista, apresentando-se no "Programa do Jô", na TV Globo.

## Morte
Faleceu no dia 22 de abril de 2022, aos 81 anos, por problemas cardíacos.